# Weiss & Morales
Weiss & Morales es una miniserie de televisión hispano-alemana de género procedimental, producida por RTVE, ZDF, Portocabo, Nadcon y ZDF Studios para La 1 y ZDF. Está protagonizada por Miguel Ángel Silvestre y Katia Fellin.

## Sinopsis
Cuando un crimen es cometido en las Islas Canarias y afecta a la comunidad alemana, el sargento de la Guardia Civil española Raúl Morales (Miguel Ángel Silvestre) y la agente de la Oficina Federal de Investigación Criminal alemana Nina Weiss (Katia Fellin) se verán obligados a trabajar juntos. Una colaboración que no agrada a ninguno, pues pondrá en evidencia sus diferencias. Pero, a pesar de ello, encontrarán la manera de resolver cada uno de los casos que se les presenten.

## Reparto

### Principal
- Miguel Ángel Silvestre como Raúl Morales
- Katia Fallin como Nina Weiss

### Recurrente
- Margarita Broich como Margarethe
- Mariam Hernández como Sara
- Iria Santana como Viviana "Vivi" Morales
- Thomas Heinze como Markus Von Günten
- Juanjo Puigcorbé como Gustavo
- Tania Santana como Paula
- Saulo Trujillo como Hugo
- Luifer Rodríguez como Domingo
- Yaiza Guimaré como Flores

### Invitado

#### Episodio 1
- Frank Feys como Thomas Kohl
- Pablo Gómez como David
- Iris Díaz como Julia Fernández Bristol
- Miguel Ángel Maciel como Jaime
- Elisa Cano como Antonia
- Pau Requesens como Bruno Kohl
- Alejandro Naranjo como Pablo Orozco
- Víctor Hubara como Carlos

con la colaboración especial de
- Mónica López como Petra Emerich

#### Episodio 2
- Valerie Huber como Maren Schultz
- Maykol Hernández como Rui de la Peña
- Stefan Weinert como Jakob Schultz
- Paula Iwasaki como Yaiza Socas
- Jorge Fuentes como Sebastián Santana Díaz
- Joche Rubio como Jesús López "Jota"
- Sigrid Ojel como Silvia Ramos
- Fernando Navas como Fernando Iglesias
- Abraham Santacruz como Cabrero
- Mercedes Ortega como Dra. Cano

#### Episodio 3
- Eva Fernández como Diana Montes
- Federico Aguado como Óscar Bono
- Isaac dos Santos como Mateo
- Natascha Wiese como Bárbara Lotzmann / Bella Münch
- Lucía de la Puerta como Eva
- Kevin de la Rosa como Roberto
- Gary Piquer como Félix Widermeyer
- Mari Carmen Sánchez como Guacimara
- Alex Zacharías como Ludwig Stubenrauch
- Celeste González como Juanita
- Ralf Bauer como Ecki
- Beneharo Hernández como Víctor

## Producción
Weiss & Morales es una coproducción entre RTVE y ZDF, en colaboración con Portocabo, Nadcon y ZDF Studios. Cada episodio tiene 90 minutos de duración y consiste en resolver un caso diferente. El rodaje se extendió durante cuatro meses en las islas de Gran Canaria y La Gomera entre abril y julio de 2024. La serie se presentó públicamente en junio de 2024 en Toledo, durante el festival Conecta Fiction & Entertainment. En marzo de 2025 se preestrenó en el Festival de Málaga.

## Temporadas y audiencias
| Temporada | Temporada | Emisiones | Estreno            | Final               | Audiencia media | Audiencia media |
| Temporada | Temporada | Emisiones | Estreno            | Final               | Espectadores    | Cuota           |
| --------- | --------- | --------- | ------------------ | ------------------- | --------------- | --------------- |
|           | 1         | 4         | 23 de mayo de 2025 | 13 de junio de 2025 | 595 000         | 6,5%            |

## Episodios
| N.º | Título         | Dirigido por  | Escrito por | Fecha de emisión original | Audiencia      |
| --- | -------------- | ------------- | --- | ------------------------- | -------------- |
| 1   | «El futuro»    | Oriol Ferrer  | Argumento: Nina Hernández, Alberto Guntín, Carlota Dans y Alfonso Blanco Guión: Carlota Dans                      | 23 de mayo de 2025        | 940 000 (8,9%) |
| 2   | «La confianza» | Oriol Ferrer  | Argumento: Carlota Dans, Daniel D. García, Nina Hernández y Alfonso Blanco Guión: Carlota Dans y Daniel D. García | 30 de mayo de 2025        | 617 000 (6,2%) |
| 3   | «La esencia»   | Lucía Estévez | Argumento: Ron Markus, Nina Hernández, Puri Seixido y Alfonso Blanco Guión: Ron Markus y Carlota Dans             | 6 de junio de 2025        | 471 000 (4,8%) |
| 4   | «Lo profundo»  | Oriol Ferrer  | Argumento: Carlota Dans, Nina Hernández, Ron Markus y Alfonso Blanco Guión: Carlota Dans y Ron Markus             | 13 de junio de 2025       | 352 000 (6,0%) |

- El último capítulo se emitió en la franja de late night tras su flojos datos de audiencia.